# Miguel Eyegue
Miguel Eyegue Ntutumu (ur. 1928, zm. 28 września 1979) – polityk Gwinei Równikowej.
Brat Ángela Masié Ntutumu, pierwszego ministra spraw wewnętrznych kraju.
Bezpośrednio po uzyskaniu niepodległości pełnił funkcję przewodniczącego rady prowincjonalnej oraz gubernatora Rio Muni. Był funkcjonariuszem służb więziennych, odpowiadał za egzekucje rozlicznych przeciwników politycznych prezydenta Macías Nguema. Po odsunięciu wiceprezydenta Edmundo Bossio, został mianowany jego następcą (2 marca 1974). Oskarżony o współudział w próbie zamachu stanu z 1976, został zdymisjonowany i uwięziony, był również torturowany.
Po obaleniu Macíasa Nguemy i przejęciu władzy przez Nguemę Mbasogo (sierpień 1979), Eyegue został postawiony przed sądem i skazany na karę śmierci. Wyrok wykonano przez rozstrzelanie.